# Surangel Whipps Jr.
Surangel S. Whipps Jr. (sinh ngày 9 tháng 8 năm 1968) là một doanh nhân và chính khách người Palau, người đã giữ chức Tổng thống nước Palau từ năm 2021. Ông giữ chức thượng nghị sĩ từ năm 2008 đến năm 2016. Ông đến từ bang Ngatpang, Cộng hòa Palau. Whipps nhậm chức Tổng thống Palau vào ngày 21 tháng 1 năm 2021.

## Những năm đầu đời và giáo dục

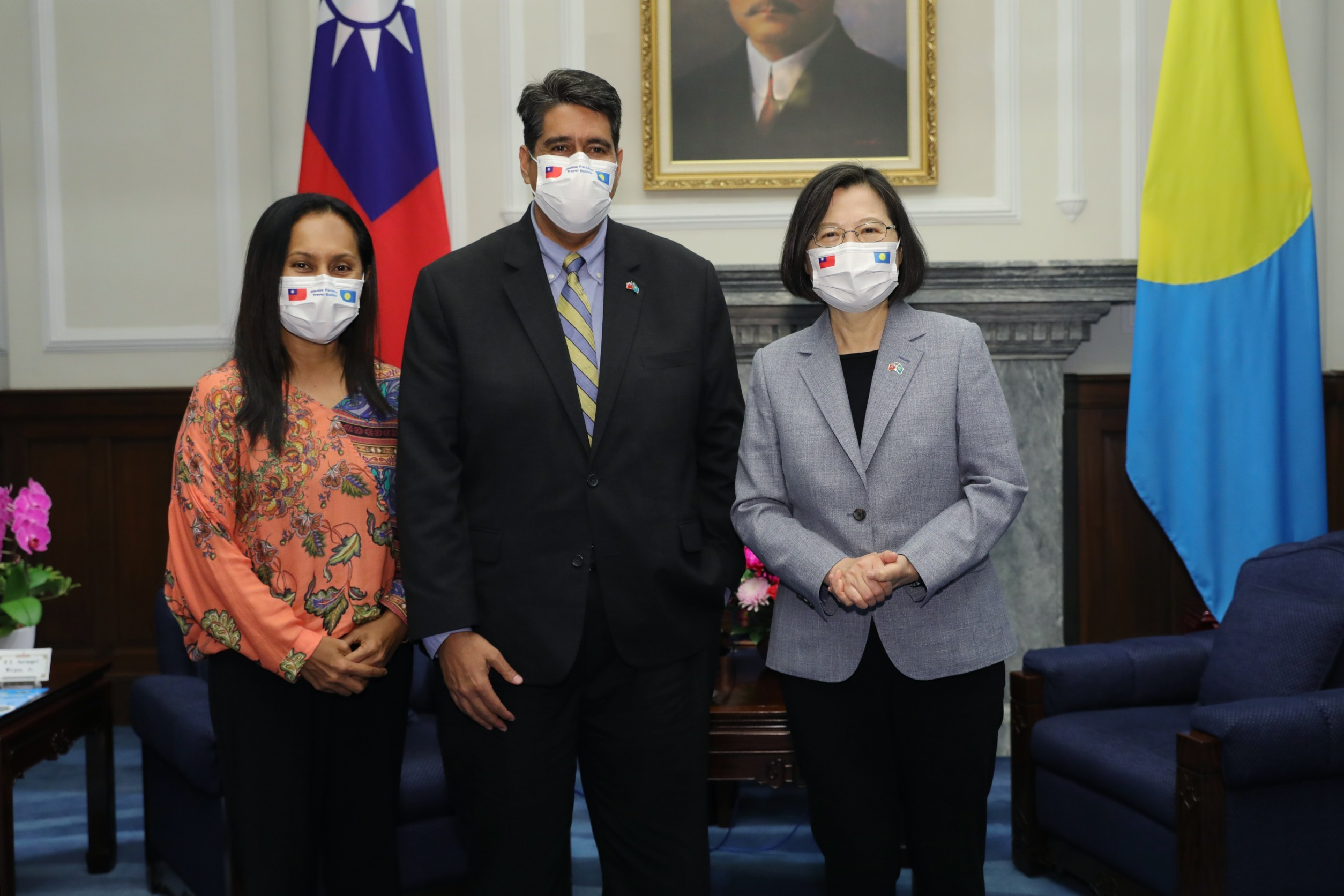
Whipps, phu nhân Valerie và Tổng thống Đài Loan Tsai Ing-wen vào tháng 3 năm 2021.

Whipps sinh ra ở Baltimore, Maryland với Surangel Whipps Sr. và người mẹ sinh ra ở Maryland.
Whipps tốt nghiệp ngành Quản trị Kinh doanh và Kinh tế tại Đại học Andrews và bằng Thạc sĩ Quản trị Kinh doanh của Đại học California, Los Angeles. Ngoài ra, ông còn đứng đầu một chuỗi siêu thị Palauan.
Ông đã ra tranh cử vị trí Tổng thống nước Cộng hòa Palau với anh rể của mình là Tổng thống Thomas Remengesau Jr., người đang tái tranh cử trong cuộc tổng tuyển cử ở Palauan năm 2016. Remengesau đã nhận được 5.109 phiếu bầu, trong khi Whipps giành được 4.854 phiếu bầu.

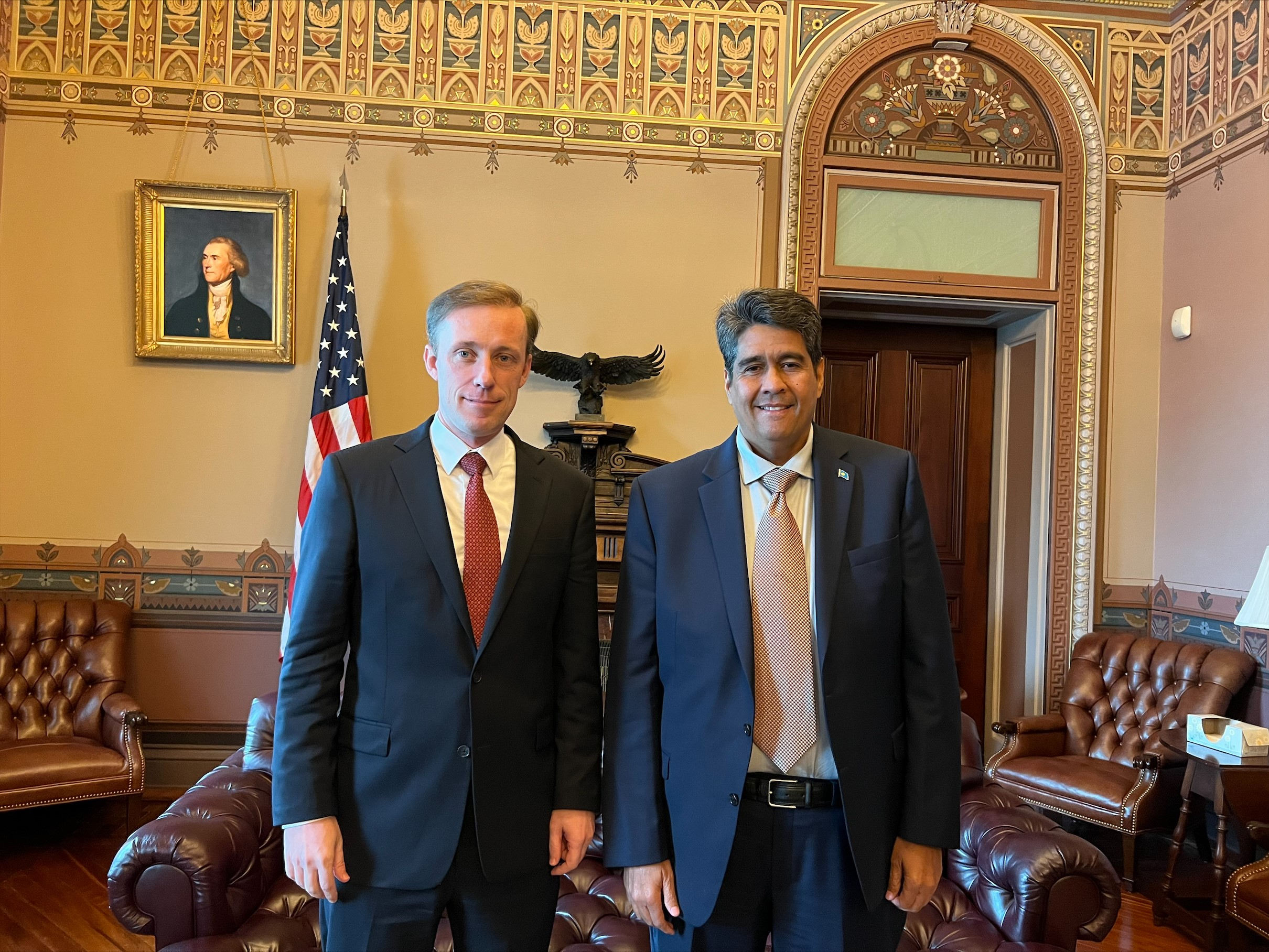
Whipps và Cố vấn An ninh Quốc gia Hoa Kỳ Jake Sullivan tại Nhà Trắng vào tháng 5 năm 2022.

## Đời tư
Năm 1999, Whipps kết hôn với Valerie Esang Remengesau.

## Nhiệm kỳ
Whipps tiếp tục ra tranh cử tổng thống trong cuộc bầu cử tổng thống năm 2020 và đánh bại Phó chủ tịch Raynold Oilouch trong một chiến dịch mà ông nhấn mạnh vào cải cách thuế và tạo thêm nguồn thu cho nhân dân. Trong một cuộc phỏng vấn với báo Guardian, ông tuyên bố rằng Palau sẽ phản đối mạnh mẽ các hành động của chính phủ Trung Quốc như đánh bắt và xâm phạm bất hợp pháp vùng biển Palauan, cũng như thề rằng sẽ duy trì sự công nhận của đất nước đối với Đài Loan. Ngoài ra, ông còn đề xuất phân phối vắc xin COVID-19 cho người dân Palau và đặc biệt chú trọng hơn đến các nhân viên y tế.
Trong cuộc họp COP26 ở Glasgow, Scotland, Whipps nói "Chúng tôi đang chết dần chết mòn, và hy vọng duy nhất của chúng tôi là chiếc nhẫn sinh mạng mà bạn đang nắm giữ". Đồng thời ông lên tiếng chỉ trích mạnh mẽ các cường quốc lớn trên thế giới trong bài phát biểu của mình.